# Фадін Євген Владиславович
Євген Владиславович Фадін (рос. Евгений Владиславович Фадин; Балашиха, Росія — 8 вересня 2023, Україна) — російський військовик, прапорщик ЗС РФ. Герой Російської Федерації.

## Біографія
Син полковника запасу. Пройшов навчання в поліцейському коледжі, а потім служив у центрі безпілотної авіації. Пізніше підписав контракт з Міністерством оборони. Учасник інтервенції в Сирію і вторгнення в Україну. Загинув у бою.

## Нагороди
- Медаль «За відвагу»[1]
- Медаль «За бойові заслуги»[1]
- Медаль «За зміцнення бойової співдружності»[1]
- Звання «Герой Російської Федерації» (2024, посмертно)[2][3][1][4][5]